# Obelisk (Belvedere Weimar)

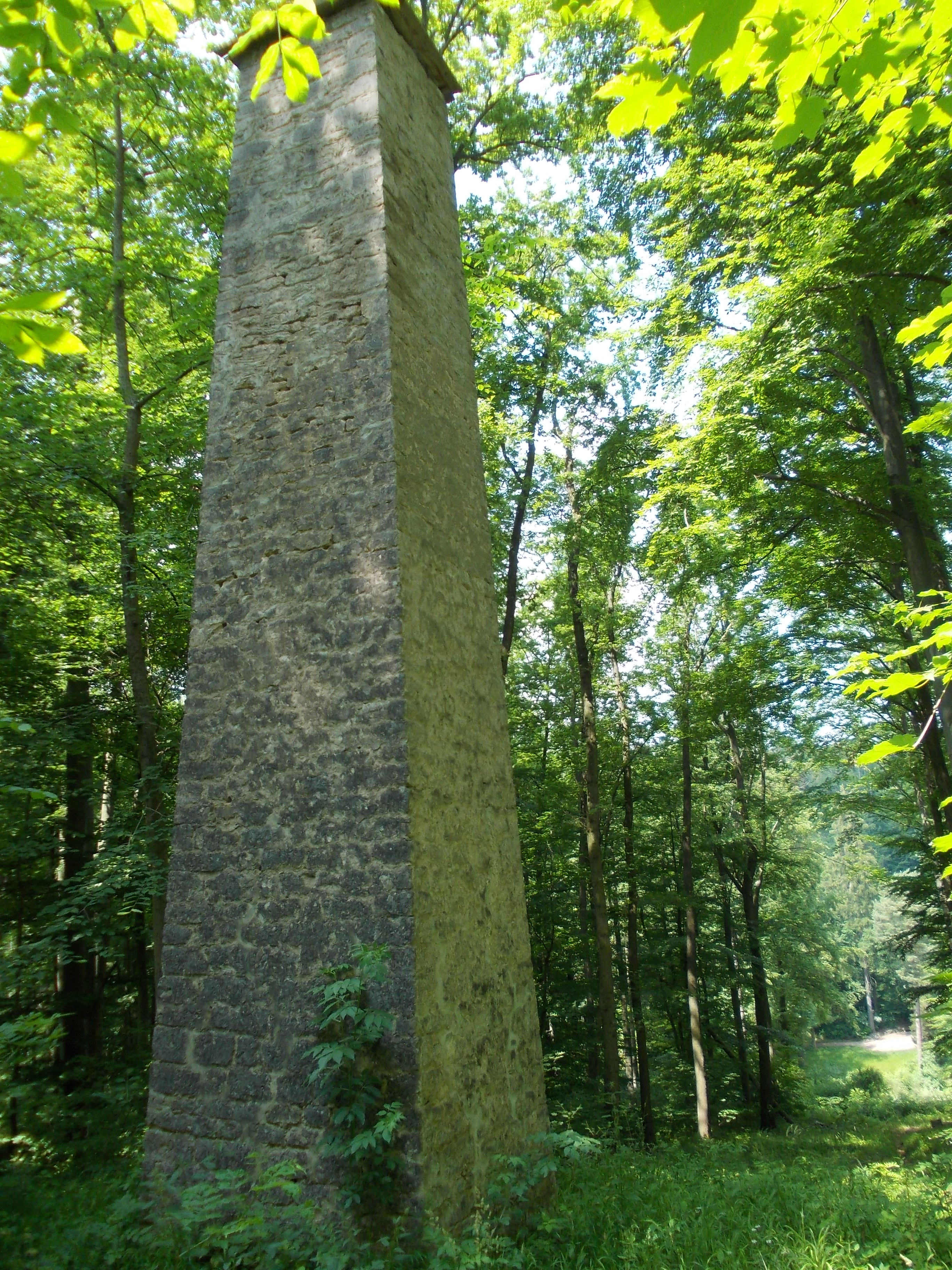
Schlosspark Belvedere, Obelisk

Gewissermaßen die Grenze zwischen Schlosspark und dem Belvederer Forst auf der Südseite des Possenbachs markiert ein mehrere Meter hoher gemauerter Obelisk. Dieser entstand 1822/23.
Der Obelisk ist verzeichnet auf der Liste der Kulturdenkmale in Ehringsdorf.